# Папський салезіянський університет
Папський салезіянського університет (лат. Pontificia Università Salesiana) — папський університет у Римі, що належить згромадженню салезіян (СДБ). Головна будівля Університету розташована у північних передмістях Рима. Богословський факультет університету розташований у Турині.

## Історія
Перші проекти зі створення навчального центру згромадження салезіян з'явилися на початку XX століття. Блаженний Мікеле Руа, перший наступник засновника згромадження Івана Боско, відкрив богословські курси в місті Фольїццо.

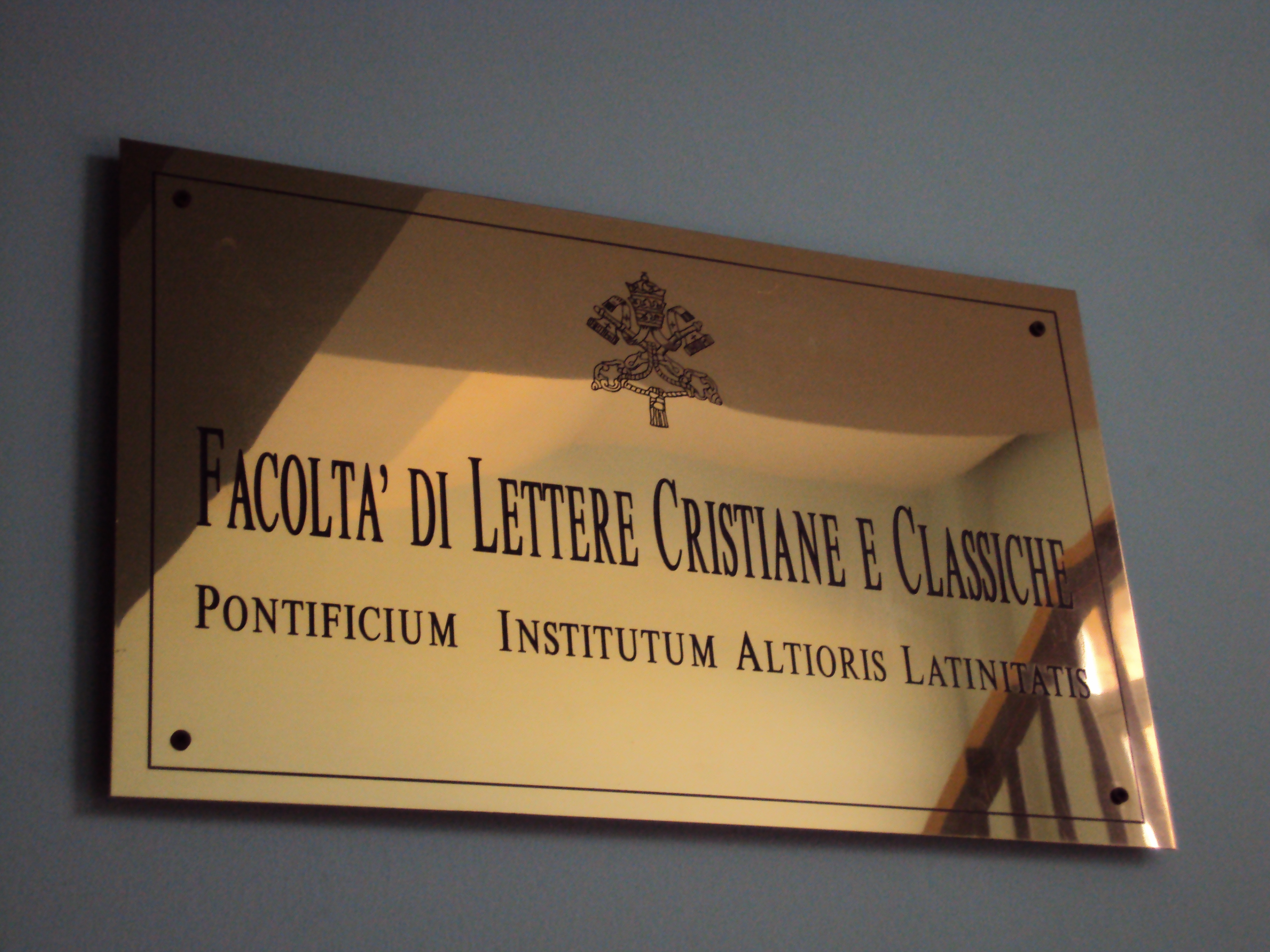
Табличка Факультету християнської та класичної літератури

Після закінчення першої світової війни тодішній очільник салезіян Філіппо Рінальді перевів курси в Турин, однак вищу богословську освіту члени згромадження продовжували отримувати у Папських університетах Риму.
У 1940 році генеральний настоятель П'єтро Рікальдоне перетворив курси в незалежний університет, що складався з трьох факультетів — богослов'я, канонічного права та філософії. У 1940—1965 році університет розташовувався в Турині, а у 1965 році був переведений до Риму. До перших трьох факультетів пізніше додалися ще два інститути — Вищий папський інститут педагогіки (1956) і Вищий папський інститут латинської мови (1964). 4 червня 1971 року обидва папські інститути отримали статус факультетів, при цьому інститут латинської мови був перетворений у факультет християнської та класичної літератури.
24 травня 1973 року в motu proprio Magisterium vitae Папи Павла VI салезіянський університет отримав статус Папського університету. У 1998 заснований факультет вивчення соціальної комунікації.

## Діяльність
Студенти навчаються на шести факультетах. Існують чотири афілійовані з салезіянським університетом інститути: Інститут Фоми Аквінського в Мессіні (Італія), Коледж Найсвятішого Серця Ісуса в Шиллонг (Індія), Богословський коледж в Бенґалуру (Індія) і Богословський коледж в Каракасі (Венесуела). Філії богословського факультету Салезіянського університету є в багатьох країнах світу.
Факультети
- Богословський факультет.
- Факультет педагогіки.
- Факультет філософії.
- Факультет канонічного права.

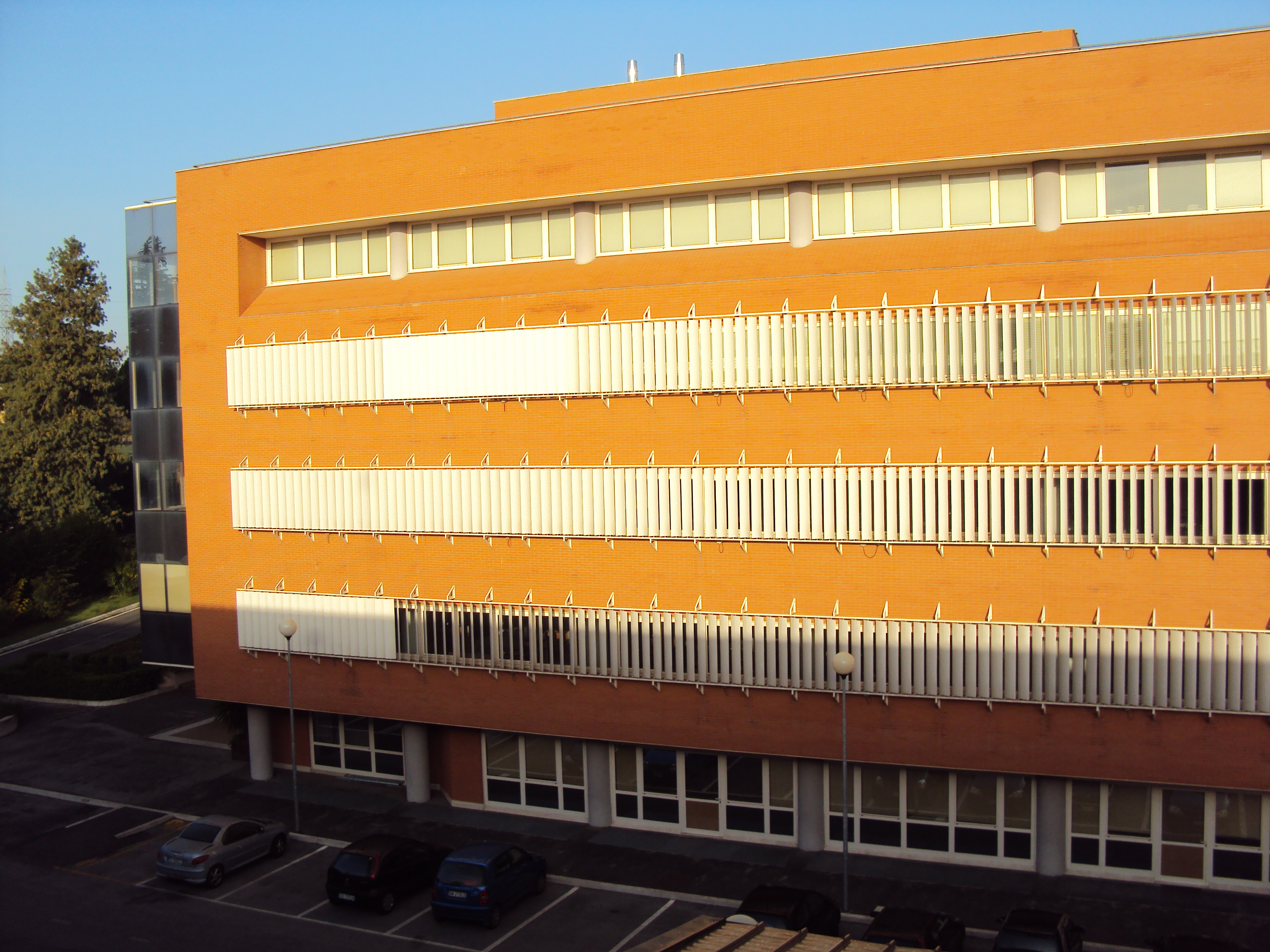
Бібліотека університету

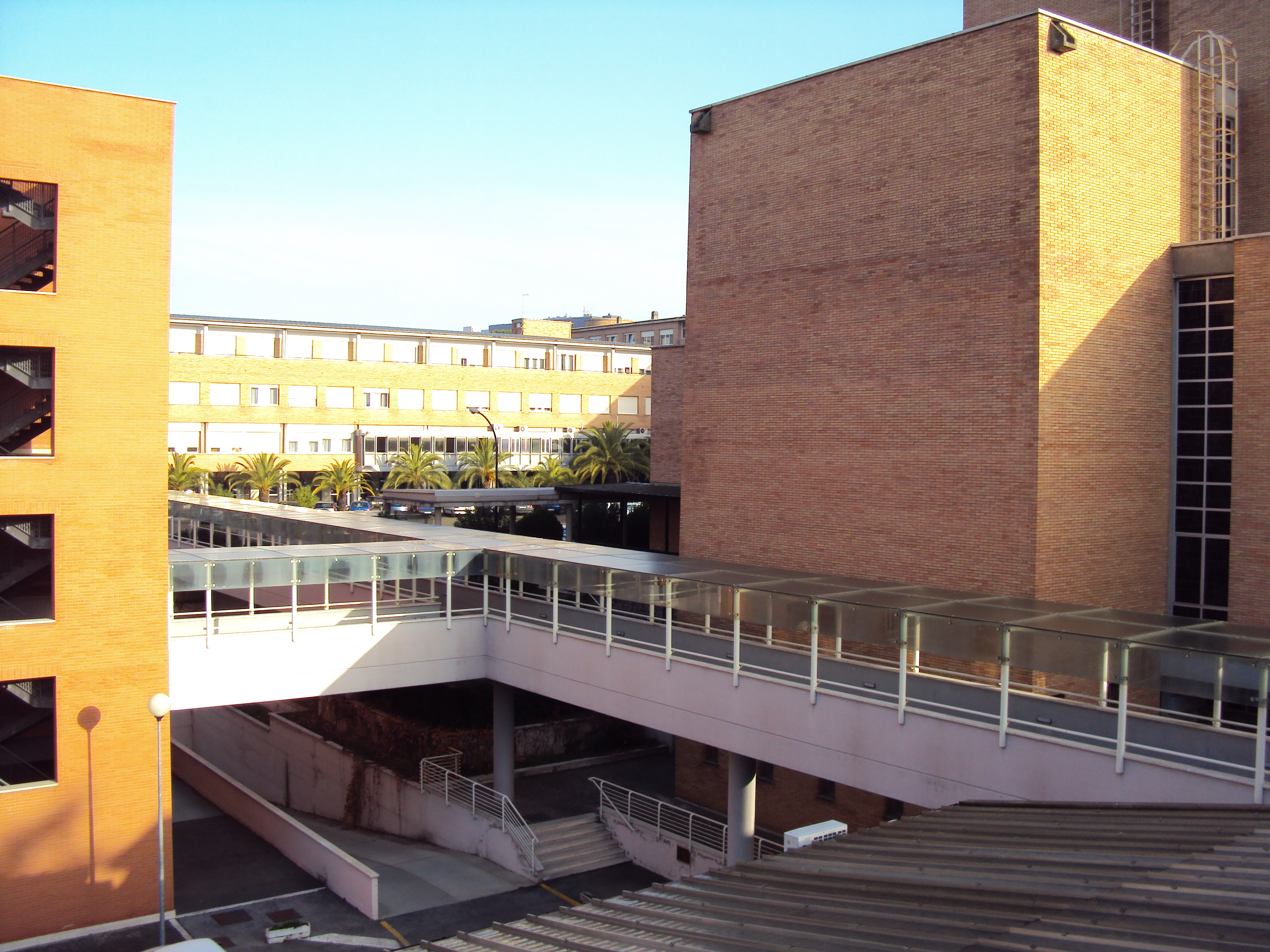

- Факультет християнської та класичної літератури.
- Факультет соціальних комунікацій.

Ректори
- Андрес Дженнаро (1940—1952)
- Ейсебіо Валентіні (1952—1958)
- Альфонсо М. Стіклер (1958—1966)
- Джино Коралло (1966—1968)
- Луїс Калоджіні (1968—1971)
- Антоніо Марія Хав'єр Ортасу (1971—1974)
- Педро Брейді (1974—1977)
- Рафаель Фаріна (1977—1983)
- Роберто Джайаннателлі (1983—1989)
- Тарчізіо Бертоне (1989—1991)
- Анджело Амато (1 жовтня 1991—2 грудня 1991)
- Рафаель Фаріна (1991—1997)
- Мішель Пельре (1997—2003)
- Маріо Тосо (2003—2009)
- Карло Нанні (2009—2015)
- Мауро Мантовані (2015-2021)
- Андреа Боццоло (2021-на посаді)

## Відомі випускники
- Лев Гайдуківський — український педагог, теолог, духівник, перекладач з італійської та французької мови.
- Андрій Сапеляк — єпископ-емерит української греко-католицької єпархії в Аргентині.
- Анджело Амато — італійський куріальний кардинал і ватиканський сановник.
- Тарчізіо Бертоне — італійський кардинал, Державний Секретар Святого Престолу (2006–2013), Камерленго Римської Церкви з 4 квітня 2007.
- Карлуш Белу — єпископ римо-католицької церкви, який спільно з Жозе Рамушем-Орта отримав у 1996 році Нобелівську премію миру "за їхні зусилля по справедливому і мирному вирішенню конфлікту в Східному Тиморі[2].